# Аргат (наймит)
Арга́т (грец. εργον — праця, робота) — наймит, робітник. Аргатами називали в Запорозькій Січі у 18 столітті бідних козаків, які наймитували в Криму, Молдавії, Валахії, Волощині.
Аргати були найбіднішою частиною козацтва. Брали активну участь у гайдамацькому русі. З їхнього середовища вийшло багато ватажків повстанських загонів. Аргатом був деякий час відомий керівник Коліївщини — Максим Залізняк.